# Aereogramme
Aereogramme — шотландський альтернативний рок гурт із Глазго, створений у 1998 році.
Гурт випустив чотири студійні альбоми, перш ніж розпастися в 2007 році.

## Історія
Гурт Aereogramme був створений у квітні 1998 року.
У 1999 році гурт випустив два 7-дюймових сингли: "Hatred", "Translations".
На початку 2000 року гурт підписав контракт з лейблом Chemikal Underground, після чого гурт записав два міні-альбоми: "Fukd ID No. 1 — Glam Cripple" (2000 рік), "White Paw EP" (2001 рік), перш ніж випустити свій перший повноформатний альбом A Story in White у 2001 році.
В 2003 році вийшов альбом Sleep і Release. 
Незабаром гурт Aereogramme перейшов до лейбла Undergroove Records і випустив альбом Seclusion. 
У серпні 2006 року гурт повторно підписав контракт з лейблом Chemikal Underground.
Їхній четвертий альбом «My Heart Has a Wish That You Would Not Go» був випущений у Європі та США 29 січня 2007 року та в Японії 14 жовтня 2006 року, взявши назву з роману «Екзорцист». 
Вокаліст Крейг Б. розповів, що довга затримка між релізами була частково пов’язана з втратою співочого голосу на шість місяців: «Ми не знали, чи буде це продовжуватися, тому кожен пішов своєю дорогою, чекаючи, поки мій голос повернеться. Я пішов до лор-лікаря, і він сказав мені їсти йогурт, що я і зробив, але це не дало абсолютно нічого. Єдине, що мало значення, це час, тому що я провів попередні пару років, поєднуючи віскі та куріння і крики щоночі, і це було просто жахливе поєднання. Я думаю, що моє тіло просто сказало зупинитися". 
У травні 2007 року гурт Aereogramme оголосив про свій розпуск: 
|  | З важким серцем повідомляємо всім, що Aereogramme вирішили розійтися. Ми надзвичайно пишаємося чотирма альбомами, які ми записали за останні сім років. Сподіваємося, що вони й надалі звучатимуть у ваших серцях. Ми плануємо вшанувати прекрасну дружбу, яка пов’язала нас на цьому шляху, цим останніми концертом в кінці літа. |

Гурт Aereogramme відіграв свій останній концерт на музичному фестивалі Connect Music Festival в Інверері, Шотландія, 31 серпня 2007 року.

## Інші проекти
Ян Кук і Крейг Б. створили ще один гурт, The Unwinding Hours, і випустили альбом 15 лютого 2010 року. 
Відтоді Крейг Б. випустив два сольні альбоми під назвою A Mote of Dust і ембієнтний альбом під назвою Slovenly Hooks. 
У 2011 році Ян Кук створив гурт Chvrches разом з Мартіном Доерті (Martin Doherty), який працював над останнім альбомом гурту Aereogramme, і Лорен Мейберрі (Lauren Mayberry). 
Раніше він записував, зводив і мастерингував міні-альбом шотландського інді-рок гурту The Twilight Sad, «Here, It Never Snowed. Afterwards It Did», 2008 року.
Басист Кемпбелл Макніл зіграв у першому треку цього альбому «And She Would Darken the Memory». 
Мартін Скотт зараз працює з шотландським рок-гуртом Biffy Clyro як тур-менеджер, а Кемпбелл Макніл працює в тій же якості з гуртами The Temper Trap та Chvrches.

## Склад гурту
- Крейг Б. (Craig B.) — вокал, гітара,
- Ян Кук (Iain Cook) — гітара, програмування,
- Кемпбелл Макніл (Campbell McNeil) — бас,
- Мартін Скотт (Martin Scott) — ударні.

## Дискографія

### Альбоми
- A Story in White (2001)
- Sleep and Release (2003)
- Seclusion (2004)
- My Heart Has a Wish That You Would Not Go (2007)

### Сингли та мініальбоми
- "Hatred" (1999)
- "Translations" (1999)
- "Fukd ID No. 1 — Glam Cripple EP" (2000)
- "White Paw EP" (2001)
- "Acoustic Tour CDR" (2003)
- "Acoustic Tour CDR 2" (2003)
- Livers &amp; Lungs (2003)
- "Acoustic Tour CDR 3" (2004)
- "Acoustic Tour CDR 4" (2005)
- In the Fishtank 14 with Isis (2006)
- "Acoustic Tour CDR 5" (2006)

## Дивись також
- List of bands from Glasgow
- List of Scottish musicians